# Wood River (Nebraska)
La ville de Wood River est située dans le comté de Hall, dans l’État du Nebraska, aux États-Unis. Selon le recensement de 2010, sa population s’élève à 1 325 habitants.

## Source
- (en) Cet article est partiellement ou en totalité issu de l’article de Wikipédia en anglais intitulé « Wood River, Nebraska » (voir la liste des auteurs).